# جمال وفایی
جمال وفایی (با نام اصلی سید جمال نجفی، زاده ۱۷ خرداد ۱۳۱۹) خواننده و هنرپیشه سینما است. او آوازها و ترانه‌هایی در رادیو ایران و ارکستر گلها به یادگار گذاشته‌است. وی چند سال پس از انقلاب به خارج از کشور رفت و در شهر سانفرانسیسکو اقامت گزید.

## زندگی
جمال وفایی سال ۱۳۱۹ در خیابان ری تهران کوچه آصف الدوله متولد شد و دوران کودکی را زیر نظر پدرش که از صدایی خوش برخوردار بود گذراند.

## پدر
پدربزرگ وی یک روحانی شیعه و پدرش سید محمدعلی نجفی کرمانشاهی قاری قرآن بود که از صوت خوشی برخوردار بوده و در مجالس مذهبی به خواندن می‌پرداخت. پدر جمال اولین قاری بود که صوت قرآن وی از رادیو پخش می‌شد و نامش در رادیو «نجفی کرمانشاهی» اعلام گردید. پدر جمال که غیر از رادیو به مجالس روضه خوانی و ختم و ترحیم می‌رفت جمال را هم دنبال خود می‌برد و رموز خواندن را به وی می‌آموخت و جمال هم در هر جلسه‌ای که شرکت می‌کرد و می‌خواند، پدرش پولی جهت تشویق به وی می‌داد. سایت ایران الد لاله را این‌گونه معرفی می‌کند:
وفایی در خانواده‌ای که مذهبی ـ خوش صدا و پراولاد بود متولد شد. پدرش آواز مذهبی می‌خواند و هم قاری قرآن بوده‌است. او یکی از خوانندگانی است که در اکثر سبک‌های موسیقی صاحب هنر می‌باشد و هم در زمینه موسیقی اصیل و سنتی و موسیقی مردمی فعالیت داشته‌است. وفایی در رادیو ایران بسیار فعال بوده و در برنامه‌ها و بزم‌های مختلف رادیو شرکت می‌کرده‌است. او کارهای بی بدیلی در این زمینه از خود به جا گذاشته که اکثر آن‌ها در آرشیو رادیو موجود است.

## تحصیلات
جمال وفایی در هفت سالگی به مدرسه ترقّی می‌رود. در این مدرسه با منوچهر نوذری {هنرمند شایسته تئاتر و رادیو} که فن بیان تئاتر را تدریس می‌کرد، آشنا می‌شود. وی که کودکی خردسال بود، به رهبری نوذری اولین پیش پرده به نام «بچه‌های شکمو» را در مدرسه می‌خواند که فوق‌العاده مورد توجه حضار قرار می‌گیرد و مدیر مدرسه از فردای آن روز به او تکلیف می‌کند که سر صف قرآن و دعا بخواند. بدین ترتیب او از هفت سالگی خواندن را شروع می‌کند.

## ورود به عرصهٔ خوانندگی
وفایی پس از مدتی که با پدرش به مجالس ترحیم می‌رفت، یک روز پس از خواندن مرثیه‌ای، شخصی به نام «عبدالرحیم اعتماد مقدم» که از کارکنان جامعه باربد بود و در ان مجلس حضور داشت، صدای وی را می‌شنود و با پدر جمال صحبت می‌کند و از وی تقاضا می‌کند که اجازه دهد جمال در جامعه باربد نزد اسماعیل مهرتاش که همه را به صورت رایگان تعلیم می‌داد، تعلیم ببیند. او می‌گفت: «حیف است این صدا از فیض چنین استادی بی‌بهره ماند.» پدر جمال با این امر موافقت می‌کند و بدین طریق جمال به کلاس اسماعیل مهرتاش راه می‌یابد. جمال به مدت دوازده سال هفته‌ای دو روز در کلاس استاد و هفته‌ای یک روز زیر نظر «دکتر نامدار»، استاد فن بیان و موسیقی رفت. جمال وفایی و عبدالوهاب شهیدی از برجسته‌ترین و قدیمی‌ترین هنرجویان مکتب مهرتاش بودند و سال‌های بعد، هنرجویانی چون محمدرضا شجریان نیز دراین کلاس‌ها شرکت کرد.

## اولین اجرا
اولین اجرای جمال وفایی بر می‌گردد به روزی که در یکی از کلاسها مشغول تمرین بود، «مرحوم دکتر مهدی برکشلی» وارد شد و صدای وفایی را شنید. او بلافاصله از استاد مهرتاش می‌خواهد که اجازه دهد وی در جشن دانشگاه تهران برنامه اجرا نماید. استاد می‌پذیرد و وفایی در دانشکده ادبیات دانشگاه تهران اولین کنسرت خود را همراه با استادانی نظیر: فرامرز پایور، حسن کسایی، حسین تهرانی، احمد عبادی و اصغر بهاری اجرا کرد و پس از چندی در سالن هنرهای زیبای کشور، همراه با کمانچه اصغر بهاری قطعه‌ای در افشاری اجرا نمود که از رادیو و تلویزیون پخش و موجب شهرت وی گردید.

## دعوت به رادیو
در سال ۱۳۴۵، رسماً به رادیو دعوت شد و با آقایان عباس شاپوری، حبیب اله بدیعی، منصور صارمی، اسداله ملک، فرهنگ شریف، عباس زندی و مرحوم افتتاح همکاری خود را آغاز کرد. در برنامه گل‌ها اعم از گل‌های رنگارنگ، برگ سبز، شاخه گل شرکت نمود و بیشتر اهنگ‌های مهدی خالقی را که برایش می‌ساخت، اجرا می‌نمود که بهترین آن‌ها از نظر خود وفایی «جمال کعبه» نام دارد که روز عید قربان از رادیو پخش شد. وفایی پس از مدتی، با شرکت در برنامهٔ «سازهای ملی» به رهبری آقایان مهدی فلاح و حسینعلی مفتاح و به سرپرستی ضیاء مختاری به مدت ۵ سال کار خود را ادامه داد. آهنگ‌های ارکستر «سازهای ملی» را آقایان اکبر محسنی، ابراهیم خان منصوری و عبداله جهان پناه می‌ساختند و برنامه‌های مختلفی نیز همراه با آقایان منصور صارمی، اسداله ملک، جواد لشگری، بزرگ لشگری، حسین صمدی و معارفی اجرا نمود.

## برادران
دو برادر دیگر جمال وفایی، به نام‌های کمال وفایی (خواننده موسیقی مردمی) و عباس وفایی (با اسم هنری وفا، در سبک پاپ) در دهه ۵۰ در زمینه خوانندگی فعالیت می‌کردند.

## نمونه اجراها
جمال وفایی خواننده گل‌های رنگارنگ و برگ سبز دارای آواز بسیار زیبا و قابل توجهی بود. وی در بسیاری از برنامه‌های مذهبی (مخصوصاً در ماه رمضان) همراه با سید جواد ذبیحی آوازهای مذهبی در رادیو ایران اجرا می‌کرد. تقلید صدای هنرمندان توسط جمال وفایی یکی از بی‌رقیب‌ترین تقلید صداها بود. او همچون دیگر خوانندگان معروف پایش به سینما کشیده شد و در چندین فیلم بازی کرده و ترانه خوانده‌است.

## پس از انقلاب
او پس از انقلاب به خارج از کشور رفت و آلبوم‌های «طوطی» و «ستاره سهیل» و خواب (مشترکاً با عطا) را به بازار عرضه کرده‌است وی هم‌اکنون گهگاهی در مجالس خصوصی می‌خواند. جمال به همراه دو برادر خود کمال وفایی و عباس (وفا) در دهه ۱۳۵۰ بسیار معروف شدند و در چندین فیلم بازی کردند.
هم‌اکنون در گذر چندین دهه بعد از انقلاب، جمال وفایی در آمریکا (سانفرانسیسکو در
کالیفورنیا)‌‌ زندگی می‌کند و گاهی به تهران می‌آید.

## فرزندان
مژگان وفایی ، مریم وفایی ، اشکان وفایی و غزاله وفایی

## فیلم‌شناسی
بازیگر: (۴)مورد
1. - پرستوهای عاشق (۱۳۵۶)
2. - جدال (۱۳۵۵)
3. - هیولا (۱۳۵۵)
4. - رانده شده (۱۳۵۴)

## ترانه‌ها
خواننده: (۹)مورد
1. - خاتون (۱۳۵۶)
2. - جدال (۱۳۵۵)
3. - رانده شده (۱۳۵۴)
4. - مراد برقی و هفت دخترون (۱۳۵۳)
5. - آقا مهدی کله‌پز (۱۳۵۲)
6. - پریزاد (۱۳۵۲)
7. - جبار سرجوخه فراری (۱۳۵۲)
8. - عزیز قرقی (۱۳۵۰)
9. - داش آکل (۱۳۵۰)

## آلبوم‌ها
- طوطی
- ستاره سهیل
- خواب
- دختر شیرازی